# Meridiano (astronomia)
Na astronomia, um meridiano é um grande círculo imaginário na esfera celeste que passa pelo polos celestes norte e sul. O meridiano equivalente a um determinado local que deve passar pelo zênite e nadir, estando contido na superfície da esfera celeste, e passando pelos polos celestes. Uma vez que o meridiano local é perpendicular ao movimento da Terra, as estrelas irão aparecer flutando pelo meridiano local a medida que a Terra gira.
O plano meridiano é o plano definido pelo círculo máximo que passa pelo zênite e pelos polos celestes.
Seu nome deve-se que o Sol cruza o plano meridiano ao meio-dia verdadeiro do sítio desde o qual é observado.

## O plano meridiano como sistema de referência
O plano meridiano é usado em diversos sistemas de referência astronômicos.
A interseção do plano meridiano com a esfera celeste constitui o chamado meridiano local, que é usado como referencial para a medição de ângulos horários
A interseção do plano do meridiano com o plano do horizonte constitui a linha meridiana, meridiana ou, simplesmente, linha norte-sul, que é usada como referencial para a medição de azimutes.